# Sarkasm
En sarkasm (av grekiskans sarkasmos, σαρκασμός, med samma betydelse  från σαρκάζειν "slita sönder kött", "skära tänder (i raseri)", till σάρξ (gen. σαρκός), "kött") är ett yttrande där något sägs på ett skenbart humoristiskt sätt med en överdriven, sarkastisk intonation med avsikt att håna den eller det man syftar på (ofta med hjälp av logiska negationer) Sarkasmens sakinnehåll är ofta en stark överdrift och syftar till att förlöjliga. I Nationalencyklopedin definieras sarkasm som ett "yttrande som innehåller skarpt ironisk eller hånfull kritik", man kan också tala om sarkasm som sarkastisk kritik i en mer allmän bemärkelse; sarkasm är då en extra bitsk och/eller nedvärderande form blandad med ironi. Satiriker nyttjar ofta sarkasm.

## Exempel
- När något har gått dåligt: "Det där gick ju bra."
- Som reaktion till ett dåligt skämt: "Du borde bli komiker."
- När någon har gjort bort sig eller varit klumpig: "Grattis" eller "Snyggt!"
- Att uttala sig om en uppenbart bortgjord person som "ett geni".
- Att hävda en position någon annan faktiskt hävdar på allvar, sarkastiskt, för att uppnå komisk effekt, till följd av att det är lätt att förstå att positionen är fullständigt inkoherent.

## Uttryck under förändring
Sarkasm har i svenskan alltmer kommit att förväxlats med ironi, något som möjligen kan bero på att båda uttrycksformerna har inslag av intonation.

## Dubbelsarkasm
Som ett led i sarkasmen kan man, i avancerad form, skapa dubbel och trippelsarkasm. I dubbelsarkasm gör man sig sarkastisk över sarkasmen. Man säger vad man faktiskt tycker, men med en sarkastisk ton eller på ett sarkastiskt sätt, exempelvis som en rättelse. Dubbelsarkasm kan kombineras med ironi som i exemplet nedan. Dubbel- och trippelsarkasm, och så vidare, fungerar rent logiskt som enkla negationer inför varje uttalande. Enkel sarkasm fungerar således enligt följande: ¬Jag tror att jorden är platt = jag tror inte att jorden är platt. Dubbelsarkasm blir logiskt gällande ett sant uttalande: ¬¬Jag vill ha en bättre värld. = Jag vill ha en bättre värld. Trippelsarkasm är således rent logiskt överflödigt, men kan vara stilistiskt meningsfullt om det uppnås i steg växelvis, i exempelvis en pjäs.